# Carl David Anderson

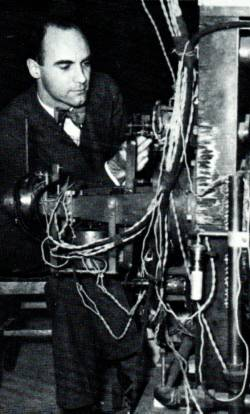
Anderson mezonok után kutat 1937-ben

Carl David Anderson (New York, 1905. szeptember 3. – San Marino, Kalifornia, 1991. január 11.) Nobel-díjas amerikai kísérleti fizikus. Felfedezte a pozitront, az elektron antirészecskéjét a kozmikus sugárzásban, mely felfedezéséért 1936-ban Nobel-díjjal tüntették ki.

## Életrajz
New Yorkban született svéd emigráns fiaként. Kaliforniában a California Institute of Technology-n tanult fizikát és mérnöki tudományokat (BS 1927; PhD 1930). Robert Millikan vezetése alatt kezdte el a kozmikus sugárzás vizsgálatát, mely kutatás közben felfedezte a pozitron nyomát a ködkamra-felvételeken, felfedezve ezzel a Paul Dirac által megjósolt részecskét. A felfedezést 1932-ben jelentette meg, majd többen megerősítették. Anderson a földön is előállított pozitronokat a következőképp: tórium-karbidból (ThC'') származó gamma-sugárzást bocsátott más anyagokra, elektron-pozitron párkeltést hozva létre, ezzel megmutatva, hogy az elektron és pozitron egymás antirészecskéi. Ezért a munkájáért 1936-ban fizikai Nobel-díjat kapott a kozmikus sugárzást 1912-ben felfedező bécsi Victor Hess-szel együtt.
Szintén 1936-ban Anderson az első doktoranduszával, Seth Neddermeyerrel felfedezte a müont (vagy „mű-mezont” ahogy sokáig nevezték), a rövid élettartamú, az elektronnál 207-szer nehezebb részecskét. Anderson és Neddermeyer eleinte azt hitték, hogy a Jukava Hideki által az erős kölcsönhatás elméletében feltételezett részecskét, a pion találták meg. Amikor világossá vált, hogy az Anderson által felfedezett részecske nem a pion, Isidor Isaac Rabi elméleti fizikus, miközben végiggondolta, miképp illeszkedik az új részecske a részecskefizika szerkezetébe, ez kérdezte: „Ezt meg ki rendelte?”. A müon volt az egyik első a szubatomi részecskék hosszú listáján, melyeket jó ideig nem tudtak megfelelően osztályozni. Willis Lamb hallotta valahol a következő humoros kijelentést: „az új részecskék felfedezőit Nobel-díjjal szokták jutalmazni, de ezeket a felfedezéseket jelenleg 10 000 dollár büntetéssel kellene sújtani.”
Carl Anderson egész szakmai pályafutását a California Institute of Technology-n töltötte. A második világháború alatt a rakétatechnika terén végzett kutatásokat. 1991-ben halt meg és Los Angelesben temették el.

## Válogatott írásai
- C.D. Anderson, "The Positive Electron", Phys. Rev. 43, 491 (1933)